# Німецька робітнича партія
Німецька робоча партія (нім. Deutsche Arbeiterpartei, DAP) — партія-попередник Німецької націонал-соціалістичної робітничої партії (NSDAP).

## Витоки
DAP була утворена 5 січня 1919 у пивній Штернекерброй в результаті злиття «Політичного робітничого союзу», створеного раніше Карлом Харрером, і «Комітету Незалежних робітників» (створений раніше Антоном Дрекслером). Головою DAP був обраний Карл Харрер. І Дрекслер, і Харрер були членами окультного «Товариства Туле». На політичні переконання членів партії сильно вплинув наставник Дрекслера — доктор Пауль Тафель, директор компанії MAN, який також був членом «Товариства Туле» і, крім того, був лідером Пангерманского союзу. Основною ідеєю Тафеля було створення націоналістичної партії, що спиралася на робітників, на відміну від подібних партій середнього класу. В момент свого утворення партія складалася приблизно з сорока членів.

## Членство Гітлера

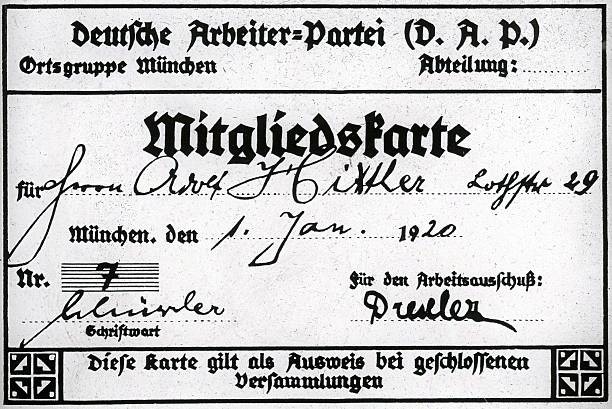
Членська картка DAP, що належала Адольфу Гітлеру. Пізніше номер картки був виправлений на № 7

12 вересня 1919 року Адольф Гітлер, в той час капрал 1-го резервного батальйону 2-го Баварського піхотного полку, був направлений в якості таємного інформатора рейхсверу на збори DAP, що проходили в пивній залі Штернекерброй На зборах Гітлер вступив у запеклу полеміку з одним із присутніх. Дрекслер був настільки вражений ораторськими здібностями Гітлера, що тут-таки запропонував йому вступити в партію. Після деяких роздумів Гітлер вирішив прийняти пропозицію. Наприкінці вересня 1919, звільнившись з армії, він став членом DAP.
Свою першу промову в якості члена партії Гітлер виголосив 16 жовтня 1919 у пивному залі Хофбройкеллер. Після цього він став швидко просуватися по партійній драбині і незабаром став одним з керівників DAP.
Через деякий час почалися конфлікти Гітлера з Харрером: коли Гітлер вирішив провести широкомасштабний мітинг на початку 1920 року, Харрер виступив проти цього. Також Харрер виступав проти пропагованого Гітлером антисемітизму, вважаючи що це може відштовхнути робітників. У результаті Харрер залишив посаду голови партії; новим головою став Дрекслер (24 лютого 1920 року).

## Від DAP до NSDAP
24 лютого 1920 р. за пропозицією Гітлера партія була перейменована в NSDAP (нім. Nationalsozialistische Deutsche Arbeiterpartei — націонал-соціалістична німецька робітнича партія). Назва була запозичена у іншої партії того часу — австрійської націонал-соціалістичної партії. Спочатку Гітлер хотів назвати партію — «Партія соціалістів-революціонерів», але Рудольф Юнг (нім. Rudolf Jung) переконав його прийняти назву NSDAP.

## Відомі члени партії
- Карл Харрер — один із засновників і 1-й Голова партії
- Антон Дрекслер — один із засновників і 2-й Голова партії
- Адольф Гітлер
- Ернст Рем
- Альфред Розенберг
- Готфрід Федер
- Ганс Франк
- Дитріх Еккарт